# 等距特征映射
等距特征映射是一个非线性降维方法，被广泛使用的低维嵌入方法之一。 等距特征映射被用来计算准等距的高维数据到低维的嵌入方法。算法通过将每个数据点和临近的数据点连接构成图，用图论中的dijkstra距离来估计流形的测地距离。等距特征映射十分高效，可以广泛的应用到各种来源和维数不同的数据。

## 导言
Isomap是保距映射算法的代表之一，是通过一个带权图引入测地距离的MDS方法的改进。具体来说，经典的MDS算法提供了一个保持数据点成对距离的低维嵌入算法，通常使用的是欧氏距离。Isomap的不同之处在于它使用的是测地距离，这样可以得到一个保持流形结构的低维嵌入。Isomap把两点间最短路径的权重之和（可以使用 Dijkstra's 算法计算）定义为测地距离。
等距特征映射使用频谱技术来降维,即认为位于高维空间中的低维流形中